# Đức Phổ (xã)
Đức Phổ là một xã thuộc huyện Đạ Huoai, tỉnh Lâm Đồng, Việt Nam.

## Địa lý
Xã Đức Phổ có diện tích 11,56 km², dân số năm 2022 là 3.563 người, mật độ dân số đạt 308 người/km².

## Hành chính
Xã Đức Phổ được chia thành 5 thôn: 1, 2, 3, 4, 5.

## Lịch sử
Ngày 6 tháng 6 năm 1986, Hội đồng Bộ trưởng ban hành Quyết định số 67-HĐBT về việc thành lập xã Đức Phổ thuộc huyện Đạ Huoai trên cơ sở một phần của xã Đồng Nai cũ.
Ngày 6 tháng 6 năm 1986, Hội đồng Bộ trưởng ban hành Quyết định số 68-HĐBT về việc chuyển xã Đức Phổ thuộc huyện Đạ Huoai về huyện Cát Tiên mới thành lập quản lý.
Ngày 24 tháng 10 năm 2024, Ủy ban Thường vụ Quốc hội ban hành Nghị quyết số 1245/NQ-UBTVQH15 về việc sắp xếp đơn vị hành chính cấp huyện, cấp xã của tỉnh Lâm Đồng giai đoạn 2023 – 2025 (nghị quyết có hiệu lực từ ngày 1 tháng 12 năm 2024). Theo đó, sáp nhập xã Đức Phổ thuộc huyện Cát Tiên vào huyện Đạ Huoai.